# Upplands runinskrifter 515
Upplands runinskrifter 515 ingår i en grupp stenar som har ställts upp kring minneslunden på kyrkogården vid Rimbo kyrka. Runorna är väl bevarade.

## Inskriften
Runorna på vänstra sidan stenen är uppochnervända.

### Inskriften i runor
ᚴᚢᚾᛁᛚᛁᛏ᛫ᛋᛏᛅᛁᚾ᛫ᚱᛁᛏᛅ᛫ᛂᚠᛏᛁᛦ᛫ᛅᛚᚠᚴᛁᛦ᛫ᚠᛅᚦᚢᚱ᛫ᛋᚨᚾ᛫ᚴᚢᚦᚼᛁᛅᛚᛒᛁᛅᚾᛏᚼᛅᚾᛋ
Translitterering av runraden:
kuni lit + stain + rita + eftiʀ × alfkiʀ faþur + sen + kuþ hialbi ant hans
Normalisering till runsvenska:
Gunni let stæin retta æftiʀ Alfgæiʀ, faður sinn. Guð hialpi and hans.
Översättning till nusvenska:
Gunne lät resa sten efter Alvger, sin fader. Gud hjälpe hans ande.

## Historia
Stenen återupptäcktes omkring år 1870 vid utgrävningar på kyrkogården nära Rimbo kyrka. Den har tidigare stått ca 200 m längre österut mot kyrkan vid kyrkogårdsmuren och var listat som Rimbo 251. I samband med ombyggnaden av kyrkogården flyttades stenen år 2004 till sin nuvarande plats vid minneslunden.

### Fotnoter
1. 1 2  Riksantikvarieämbetet - Fornsök, 62:1.
2. ↑  Magnus Källström Mästare och minnesmärken. Studier kring vikingatida runristare och skriftmiljöer i Norden ACTA UNIVERSITATIS STOCKHOLMIENSIS / Stockholm Studies in Scandinavian Philology / NEW SERIES 43 (2007)
3. ↑  Unicodestöd för runor behövs i din webbläsare
4. 1 2  Samnordisk runtextdatabas, U 515, 2014
5. ↑  Elias Wessén, Sven B.F. Jansson, red (1943-1946). Sveriges runinskrifter. Bd 7, Upplands runinskrifter, del 2. Stockholm: KVHAA. http://www.raa.se/runinskrifter/sri_uppland_b07_h03_text_1.pdf
6. ↑  enligt Riksantikvarieämbetets informationstavla vid runstenen
7. ↑  Riksantikvarieämbetet - Fornsök 251